# Bethune (Karolina Południowa)
Bethune – miasto w Stanach Zjednoczonych, w stanie Karolina Południowa, w hrabstwie Kershaw.